# آبگیرهای میلیچ
آبگیرهای میلیچ (لهستانی: Stawy Milickie) به مجموعهٔ ۲۸۵ آبگیر دارای ماهی در استان سیلزی سفلی لهستان گفته می‌شود که مساحتی در حدود ۷۷ کیلومتر مربع را پوشش می‌دهند. این آبگیرها، ذخیره‌گاه طبیعی محسوب شده و از سال ۱۹۶۳ طبق مفاد کنوانسیون رامسر محافظت می‌شوند.